# Nicholas Monroe
Benjamin Nicholas Monroe (født 12. april 1982 i Oklahoma City, Oklahoma, USA) er en professionel tennisspiller fra USA.